# Óscar Navarro
Óscar Alberto Navarro Menéndez (La Libertad, 13 gennaio 1979) è un ex calciatore salvadoregno, di ruolo centrocampista.

## Caratteristiche tecniche
Mediano, poteva essere schierato anche come centrocampista centrale.

## Carriera

### Club
Ha giocato dal 1998 al 2008 nell'Alianza. Nel 2008 è passato al Chalatenango. Nel 2009 si è trasferito al Nejapa. Nel 2010 ha firmato un contratto con l'UES. Nel 2012 è stato acquistato dal Santa Tecla, con cui ha concluso la propria carriera nel 2015.

### Nazionale
Ha debuttato in Nazionale il 29 febbraio 2000, nell'amichevole El Salvador-Panama (3-1). Ha partecipato, con la Nazionale, alla CONCACAF Gold Cup 2002 e alla CONCACAF Gold Cup 2003. Ha collezionato in totale, con la maglia della Nazionale, 9 presenze.

## Palmarès

### Club

#### Competizioni nazionali
- Campionato salvadoregno di calcio: 4

Alianza: 1998-1999, 2001-2002, 2003-2004
Santa Tecla: 2014-2015